# 久米島分屯基地
久米島分屯基地（くめじまぶんとんきち、JASDF Kumejima Sub Base）是位于沖繩縣島尻郡久米島町字宇江城山田原2064-1，部署有第54警戒隊之航空自衛隊那霸基地的分屯基地。在久米岛北部的山区有一个固定的雷达基地，海拔約290米。其任務是负责南西諸島中部和東中国海的对空警戒和監視。
分屯基地司令同时兼任第54警戒隊長。该基地的部分区域由美国空軍第18航空团所使用。

## 配置部隊
南西航空混成团隷下
- （南西航空警戒管制隊）
  - 第54警戒隊

## 沿革
- 作为美軍设施之一开始使用。
- 1972年5月15日：重归冲绳
- 1972年10月：新组建臨時冲绳航空警戒管制隊久米島分遺隊
- 1973年5月：久米島分遺隊重组为第54警戒群
- 1973年10月：臨時冲绳航空警戒管制隊重组为南西航空警戒管制隊，并成为其成员部队
- 2008年：更新警戒管制雷达为J/FPS-4